# Superconductivitat
La superconductivitat és un efecte pel qual un camp magnètic provoca l'aparició d'un corrent elèctric en un conductor. És la capacitat intrínseca que posseeixen certs materials per conduir el corrent elèctric amb resistència nul·la en determinades condicions. La superconductivitat es dona per sota d'una determinada temperatura; no obstant això, no és suficient amb refredar el material, també és necessari no excedir un corrent crític ni un camp magnètic crític per poder mantenir l'estat superconductor. Aquesta propietat va ser descoberta en 1911 pel físic holandès Heike Kamerlingh Onnes, quan va observar que la resistència elèctrica del mercuri desapareixia quan el refredava a 4 K (-269 °C).
El fenomen es produeix en diversos materials: des d'elements simples, com l'estany i l'alumini, a semiconductors molt dopats i determinats compostos ceràmics que contenen plans d'àtoms de coure i oxigen. No es produeix en metalls com l'or o l'argent ni en la majoria de metalls ferromagnètics.
La superconductivitat és un efecte purament quàntic, i no es pot entendre extrapolant les lleis clàssiques de la conductivitat elèctrica i l'electromagnetisme. Actualment, si bé es comprèn perfectament a nivell teòric el fenomen convencional de la superconductivitat, encara no es disposa d'una explicació teòrica per a la superconductivitat d'alta temperatura, descoberta el 1987 i que apareix en la majoria de cuprats.

## Fenòmens bàsics

### Efecte Meissner

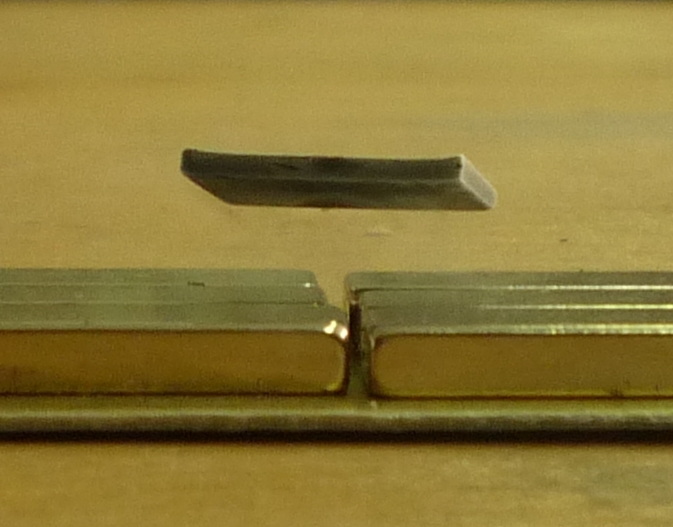
Levitació d'un material superconductor sobre imants de neodimi, a causa de l'efecte Meissner.

Quan es col·loca un superconductor en un camp magnètic extern H relativament feble, el camp penetra dins el superconductor només una petita distància λ, anomenada profunditat de penetració, més enllà de la qual cau ràpidament a zero. Aquest fet s'anomena efecte Meissner i és característic de la superconductivitat. Per a la majoria de superconductors λ és de l'ordre de 100 nm.
L'efecte Meissner desapareix quan el camp magnètic és massa intens. Segons com es produeix aquesta desaparició els superconductors es divideixen en dos grups. En els superconductors de tipus I la superconductivitat desapareix sobtadament quan la intensitat del camp magnètic supera un cert valor crític Hc. Segons la geometria de la mostra es pot obtenir un estat intermedi amb regions normals amb camp magnètic mesclades amb regions superconductores sense camp. La majoria de superconductors elementals purs (excepte el niobi, el tecneci, el vanadi i els nanotubs de carboni) són de tipus I.
En els superconductors de tipus II, quan el camp magnètic sobrepassa el valor Hc1 apareix un estat mesclat en què cada vegada més camp magnètic penetra en el material, però segueix havent-hi resistència elèctrica nul·la sempre que el corrent no sigui massa intens. Quan se sobrepassa un segon valor Hc2, superior al primer, la superconductivitat es destrueix del tot. L'estat mesclat és produït en realitat per vòrtexs de camp en els supercorrents, a vegades anomenats fluxons, ja que el seu flux està quantitzat. Gairebé tots els superconductors compostos i impurs són de tipus II.

### L'efecte Meissner i el diamagnetisme
A vegades l'efecte Meissner es confon amb un diamagnetisme perfecte, és a dir, amb el diamagnetisme que hom esperaria trobar en un conductor perfecte. Segons la llei de Lenz, un camp magnètic variable induirà corrents elèctriques en un material conductor que, al seu torn, crearan un camp magnètic que s'oposa a les variacions de l'original. En un conductor perfecte es pot induir un corrent arbitràriament gran, de manera que el camp magnètic resultant cancel·li exactament el camp magnètic aplicat. L'efecte Meissner és diferent, perquè expulsa tots els camps magnètics, no només els variables. Si tenim un material superconductor en estat normal (no superconductor) amb un camp magnètic i l'anem refredant, quan superem la temperatura crítica observarem l'expulsió sobtada de tot el camp magnètic intern, comportament que no té res a veure amb la llei de Lenz.

### Resistència nul·la
L'aparició de l'estat superconductor és deguda a la capacitat del material de crear supercorrents. Aquests són corrents d'electrons que no dissipen energia, de manera que es poden mantenir eternament sense perdre energia per generació de calor (efecte Joule). Els corrents creen l'intens camp magnètic necessari per a sustentar l'efecte Meissner. Aquests mateixos corrents permeten transmetre energia sense despesa energètica, l'efecte més espectacular d'aquest tipus de materials. Com que la quantitat d'electrons superconductors és finita, la quantitat de corrent que pot suportar el material és limitada. Per tant, existeix un corrent crític a partir del qual el material deixa de ser superconductor i comença a dissipar energia.
En un material conductor normal el corrent elèctric es pot considerar com un flux d'electrons movent-se per una xarxa d'ions pesats i els xocs dels electrons amb els ions de la xarxa són l'origen de la resistència elèctrica i, per tant, de la pèrdua de part de l'energia en forma de calor (efecte Joule). En un superconductor la situació és diferent; en els superconductors de tipus I els electrons s'aparellen formant els anomenats parells de Cooper. Aquesta unió s'aconsegueix mitjançant l'intercanvi de fonons (és a dir, que s'uneixen gràcies a les vibracions de la xarxa cristal·lina). Els parells de Cooper es comporten com una sola partícula de spin enter (un bosó, doncs) i no estan sotmesos al principi d'exclusió de Pauli, de manera que es poden desplaçar sense interaccionar amb els ions de la xarxa. Es pot demostrar que aquest parell de Cooper només podrà ser excitat amb una energia {\displaystyle E} que és superior a l'energia tèrmica de la xarxa (que és igual a {\displaystyle kT}, on {\displaystyle k} és la constant de Boltzmann i {\displaystyle T} la temperatura). Això vol dir que per sota d'una certa temperatura els ions de la xarxa no podran intercanviar energia amb els electrons i aquests passaran a través del material sense perdre energia: la resistència al pas dels electrons haurà desaparegut.
En els superconductors de tipus II apareix una petita resistivitat a temperatures no gaire per sota de la temperatura crítica quan s'hi aplica corrent elèctric juntament amb un camp magnètic intens (que pot ser causat pel mateix corrent). Això és conseqüència del moviment dels vòrtexs, que dissipa part de l'energia del corrent.

### Transició de fase superconductora
En els materials superconductors aquest estat apareix quan la temperatura T disminueix per sota d'una certa temperatura crítica, Tc, que és característica de cada material. Els superconductors de tipus I tenen temperatures crítiques que poden ser menors que 1 K fins als 20 K aproximadament. El 2001 la màxima temperatura de transició d'un superconductor de tipus I era de 39 K (per al diborur de magnesi, MgB₂). Els cuprats tenen temperatures crítiques molt superiors: YBa₂Cu₃O₇, un dels primers cuprats superconductors que es van descobrir, té una Tc de 92 K i els cuprats basats en mercuri arriben a temperatures crítiques superiors a 130 K. L'explicació d'aquesta superconductivitat a tan alta temperatura roman un misteri.
L'aparició de la superconductivitat s'acompanya de canvis sobtats en diverses propietats físiques, evidència d'una transició de fase. Per exemple, la capacitat calorífica electrònica és proporcional a la temperatura en l'estat normal; durant la transició superconductora s'observa un salt brusc i posteriorment deixa de ser lineal: a baixes temperatures varia com e−α/T.

## Teoria de la superconductivitat
Des del descobriment de la superconductivitat s'han dedicat molts esforços a determinar el mecanisme físic que la provoca. Durant la dècada de 1950 s'arribà a una comprensió sòlida de la superconductivitat convencional, mitjançant dues teories importants: la teoria de Ginzburg-Landau (1950), de caràcter fenomenològic, i la teoria BCS (1957), que descriu el procés bàsic de formació dels parells de Cooper i l'aparició de la superconductivitat.
Després del descobriment el 1987 dels superconductors d'alta temperatura s'intentà generalitzar la teoria BCS per incloure el nou fenomen, però de moment tots els intents han estat infructuosos i és possible que hi entri en cap joc altre mecanisme no considerat.
Un dels grans investigadors de la superconductivitat dels materials fou Manuel Cardona. La seva investigació va ser realitzada en bona part al Max Planck Institut, d'on n'acabaria sent director.

## Aplicacions
Els superconductors tenen moltes aplicacions a diferents camps. Algunes encara necessiten anys de recerca per poder-ne extreure beneficis directes, però d'altres ja avui en dia donen profits en els seus àmbits.
En la ciència s'apliquen per fer electroimants molt potents que es necessiten en acceleradors de partícules, ja que els superconductors, al no perdre energia per efecte Joule, poden transportar grans intensitats de corrents en cables més prims. En el transport es fan servir per construir els trens levitants que floten sobre les vies i arriben a velocitats superiors a les de qualsevol tren convencional; el Maglev MLX01 s'està provant des del 1970 al Japó i ha arribat als 580 km/h. En medicina s'apliquen en les ressonàncies magnètiques nuclears (RMN), per als squids (superconducting quantum interference device) utilitzats des dels anys 1960 per ser capaços de detectar camps magnètics de 10-14 T.
En aplicacions energètiques es fan servir sobretot en el transport de corrent, que actualment fa perdre un 35% de l'energia produïda a les centrals elèctriques per culpa de l'efecte Joule. El transport d'energia amb cables fets amb superconductors podria reduir aquesta pèrdua a menys de l'1%. El departament d'energia dels Estats Units va anunciar recentment, que pretenia instal·lar a una substació elèctrica de Detroit 130 metres de cable superconductor, que substituint el coure faria que la nova instal·lació tingués tres vegades la capacitat de l'anterior; la inversió prevista és de 5,5 milions de dòlars.

## Classificació dels superconductors
Els superconductors se solen classificar segons diferents criteris, com poden ser el comportament físic, el material del qual està fet o el seu cost econòmic. En el fenomen de la superconductivitat ens trobem amb dos tipus de comportament en funció dels quals es poden classificar els materials superconductors.
Segons el criteri de Alekséi Abrikósov proposat el 1957
Superconductors de tipus I 
Els materials per sota de la temperatura Tc tenen un comportament que ve descrit per l'efecte Meissner, que es coneix com a estat superconductor, en arribar a la temperatura de Tc s'assoleix un camp magnétic máxim anomenat camp crític Hc, a partir del qual es perd el comportament diamagnétic i s'adquireix un comportament conductor.
Superconductors de tipus II
En aquest tipus de materials es presenta el que podria anomenar-se un desdoblament del camp crític, per sota del camp crític inferior Hc1 el seu comportament és el de superconductor, per sobre del camp crític superior Hc2 el comportament és el de conductor, entre Hc1 i Hc2 es passa gradualment del comportament superconductor al comportament conductor.
De manera més rigorosa es fa servir el paràmetre de Ginzburg-Landau:
si {\displaystyle \kappa \ll 1} llavors l'energia superficial del superconductor és positiva i es tracta d'un superconductor de tipus I
si {\displaystyle \kappa >1/{\sqrt {2}}} (especialment, si {\displaystyle \kappa \gg 1}) aleshores l'energia superficial del superconductor és negativa i es tracta d'un superconductor de tipus II.

### Per la teoria que els explica
Superconductors convencionals: són aquells que es poden explicar mitjançant la teoria BCS o a la interacció de parells electró-fonó.
Superconductors no convencionals: són aquells que no es poden explicar mitjançant les teories anteriors.
La importància d'aquest criteri de classificació es basa en la teoria BCS, que explica amb èxit les propietats dels superconductors convencionals des de 1957, mentre que no acaba d'haver-hi una teoria satisfactòria que expliqui els superconductors no convencionals.
Per tal de poder explicar els superconductors no convencionals se sol utilitzar la teoria Ginzburg-Landau, aquesta teoria és de caràcter macroscòpic, de fet l'estudi del superconductors no convencionals és encara un dels problemes no resolts de la física.
La majoria de vegades els "superconductors convencionals" són del "tipus I", encara que hi ha algunes excepcions com el niobi o el diborur de magnesi que són de tipus II.

### Per la seva temperatura crítica
Superconductors de baixa temperatura: solen anomenar-se així aquells que tenen una temperatura crítica per sota dels 77K.
Superconductors d'alta temperatura: solen anomenar-se així aquells que tenen una temperatura crítica per sobre dels 77K.
El criteri d'agafar la temperatura de 77K resideix en el cost dels refrigerants que s'han d'utilitzar, per sobre del 77K es pot fer servir nitrogen líquid que és més econòmic que no pas l'heli líquid que es fa servir per refrigerar per sota dels 77K.
D'altra banda els superconductors d'alta temperatura són molt més interessants des del punt de vista de les aplicacions pràctiques, raó per la qual se centren en ells molts dels estudis dels centres d'investigació i desenvolupament per tal de dissenyar materials que tinguin una temperatura crítica més alta.

### Pel material
- Elements purs (no tots els elements purs assoleixen l'estat superconductor), la majoria dels superconductors que són elements purs són del tipus I, amb l'excepció del niobi, el tecneci, el vanadi i les estructures de carboni que s'anomenen més a baix.
- Aliatges, com per exemple:

1. El NbTi (niobi-titani) la seva propietat superconductora es va descobrir en 1962.
2. El AuIn (Or - indi), un superconductor descobert en 1997.
3. El URhGe (aliatge d'urani, rodi i germani), del qual es va descobrir en 2005 que continua sent superconductor inclòs a elevats camps magnètics[4]

(encara que la seva temperatura crítica és molt baixa, uns 0.28K).
- Superconductors orgànics, estructures de carboni (concretament fulerens i nanotubs). Donat que estan compostos únicament per àtoms de carboni, tècnicament es poden considerar entre els elements purs, però com que són metalls es poden classificar com a grup a part.
- Ceràmiques entre les quals tenim:

1. El grup YBCO, conegut per les seves sigles angleses per òxids d'itri, bari i coure, són tota una família de materials molt complexes, i els superconductors d'alta temperatura més coneguts.
2. El diborur de magnesi (MgB₂), la seva temperatura crítica és 39K,[5]

el que el converteix en el superconductor convencional de temperatura crítica més alta conegut.